# Nataša Anđelić
Nataša Anđelić (Zagreb, 13. veljače 1985.) je hrvatska vaterpolistica i hrvatska reprezentativka. Po struci je profesorica tjelesnog odgoja. Igra na mjestu vratarke. Visine je 181 cm. Igra desnom rukom.
Vaterpolo igra od 2001. godine. 
Sudjelovala je na EP 2010. kad su hrvatske vaterpolistice nastupile prvi put u povijesti. Te je sezone igrala za ŽVK Mladost.